# Kardzjali
Kardzjali er en by i det sydlige Bulgarien, med et indbyggertal (pr. 2005) på cirka 63.000. Byen er hovedstad i Kardzjali-provinsen, og ligger midt i Rhodope-bjergene.